# Marítim Serrería (metropolitana di Valencia)
Marítim Serrería è una stazione della metropolitana di Valencia che serve le linee 5, 6, 7 e 8
La stazione è stata inaugurata nel 2007 e si trova nel quartiere di Aiora.
La stazione funge da interscambio tra linee 5 e 7 della metropolitana e le linee 6 e 8 del tramvia